# ماثيو نيلسون (مغني)
ماثيو نيلسون (بالإنجليزية: Matthew Nelson)‏ هو مغني أمريكي، ولد في 20 سبتمبر 1967 في سانتا مونيكا في الولايات المتحدة.

## وصلات خارجية
- الموقع الرسمي
- ماثيو نيلسون على موقع ميوزك برينز (الإنجليزية)
- ماثيو نيلسون على موقع إن إن دي بي (الإنجليزية)
- ماثيو نيلسون على موقع ديسكوغز (الإنجليزية)